# Gonzalo Bueno
Gonzalo Diego Bueno Bingola (Montevideo, 16 gennaio 1993) è un calciatore uruguaiano, attaccante svincolato.
È soprannominato Zorrito.

## Carriera

### Club
Figlio d'arte, il padre Gustavo ha militato in diverse squadre in Uruguay. La sua carriera da calciatore professionista inizia nel 2010, quando viene acquistato dal Nacional per militare nelle giovanili del club di Montevideo. Dopo una stagione giocata a livelli ottimi in termini di prestazione calcistiche, debutta a 18 anni con la prima squadra nella stagione 2011, il 4 giugno in occasione della sconfitta interna contro il Rampla Juniors. La stagione seguente, alla sua seconda presenza assoluta in prima squadra, realizza la sua prima rete tra i professionisti, segnando il gol del momentaneo 2-0 nella sfida poi vinta 4-0 contro il Cerro Largo. L'anno dopo realizza la sua prima rete in una competizione continentale. Il 5 aprile 2013 infatti segna una doppietta contro il Toluca, partita poi finita 4-0 per la squadra uruguaiana e valida per la Coppa Libertadores. Dopo tre stagioni chiude la sua esperienza al Nacional, complessivamente con 65 presenze e 18 gol e vantando la conquista di due titoli nazionali.
Il 22 agosto 2013 si trasferisce alla squadra russa del Kuban', dove però raccoglie solo 7 presenze tra campionato, coppa nazionale ed Europa League.

### Nazionale
Nel 2013 ha partecipato al campionato sudamericano con la nazionale Under-20 uruguaiana, classificatasi seconda.

## Statistiche

### Presenze e reti nei club
Statistiche aggiornate al 31 agosto 2017.
| Stagione                 | Squadra                  | Campionato               | Campionato | Campionato | Coppe nazionali | Coppe nazionali | Coppe nazionali | Coppe continentali | Coppe continentali | Coppe continentali | Altre coppe | Altre coppe | Altre coppe | Totale | Totale |
| Stagione                 | Squadra                  | Comp                     | Pres       | Reti       | Comp            | Pres            | Reti            | Comp               | Pres               | Reti               | Comp        | Pres        | Reti        | Pres   | Reti   |
| ------------------------ | ------------------------ | ------------------------ | ---------- | ---------- | --------------- | --------------- | --------------- | ------------------ | ------------------ | ------------------ | ----------- | ----------- | ----------- | ------ | ------ |
| 2010-2011                | Nacional                 | PD                       | 1          | 0          | -               | -               | -               | CL+CS              | 0                  | 0                  | -           | -           | -           | 1      | 0      |
| 2011-2012                | Nacional                 | PD                       | 22         | 6          | -               | -               | -               | CL+CS              | 4+4                | 0+1                | -           | -           | -           | 30     | 7      |
| 2012-2013                | Nacional                 | PD                       | 28         | 8          | -               | -               | -               | CL+CS              | 6                  | 3                  | -           | -           | -           | 34     | 11     |
| 2013-2014                | Kuban'                   | PL                       | 3          | 0          | KR              | 1               | 0               | UEL                | 3                  | 0                  | -           | -           | -           | 7      | 0      |
| 2014-gen. 2015           | Kuban'                   | PL                       | 0          | 0          | KR              | 0               | 0               | -                  | -                  | -                  | -           | -           | -           | 0      | 0      |
| Totale Kuban'            | Totale Kuban'            | Totale Kuban'            | 3          | 0          |                 | 1               | 0               |                    | 3                  | 0                  |             | -           | -           | 7      | 0      |
| gen.-giu. 2015           | Nacional                 | PD                       | 7          | 1          | -               | -               | -               | CL+CS              | 1+0                | 0                  | -           | -           | -           | 8      | 1      |
| Totale Nacional          | Totale Nacional          | Totale Nacional          | 58         | 15         |                 | -               | -               |                    | 11+4               | 3+1                |             | -           | -           | 72     | 19     |
| 2015-gen. 2016           | União Madeira            | PL                       | 1          | 0          | CP              | 1               | 0               | -                  | -                  | -                  | -           | -           | -           | 2      | 0      |
| gen.-giu. 2016           | Estudiantes              | PD                       | 3          | 0          | CA              | 0               | 0               | CS                 | 0                  | 0                  | -           | -           | -           | 2      | 0      |
| 2016                     | Defensor Sporting        | PD                       | 11         | 2          | -               | -               | -               | -                  | -                  | -                  | -           | -           | -           | 11     | 2      |
| gen-lug. 2017            | Defensor Sporting        | PD                       | 14+8       | 6+3        | -               | -               | -               | CS                 | 1                  | 0                  | -           | -           | -           | 23     | 9      |
| Totale Defensor Sporting | Totale Defensor Sporting | Totale Defensor Sporting | 25+8       | 8+3        |                 | -               | -               |                    | 1                  | 0                  |             | -           | -           | 34     | 11     |
| Totale carriera          | Totale carriera          | Totale carriera          | 90+8       | 23+3       |                 | 2               | 0               |                    | 19                 | 4                  |             | -           | -           | 119    | 30     |

## Palmarès

### Club

#### Competizioni nazionali
- Campionato uruguaiano: 3

Nacional: 2010-2011, 2011-2012, 2014-2015